# Arpanet (muziekgroep)
Arpanet is een electroband uit Detroit van de technoproducer Gerald Donald, die ook bekend is als Japanese Telecom en actief is in Drexciya en Dopplereffekt.
Arpanet is genoemd naar ARPANET, een voorloper van het internet. 
Arpanet bracht in 2002 zijn debuutalbum Wireless Internet  uit, waarop op enkele nummers een op Stephen Hawking gelijkende computerstem vertelt over het draadloze internet als nieuwe communicatietechnologie. 

## Discografie
- 2002: Wireless Internet
- 2005: Quantum Transposition
- 2006: Inertial Frame